# Panaxia postochrea
Panaxia postochrea là một loài bướm đêm thuộc phân họ Arctiinae, họ Erebidae.